# Orthodontium pellucens
Orthodontium pellucens är en bladmossart som beskrevs av B.S.G. in C. Müller 1848. Orthodontium pellucens ingår i släktet Orthodontium och familjen Bryaceae. Inga underarter finns listade i Catalogue of Life.